# Grb Gvatemale
Grb Gvatemale je djelo švicarskog umjetnika Jean-Baptistea Frenera, koji je živio u Gvatemali od 1854. do smrti 1897. godine.
Na grbu su vijenac od maslinovih grančica, dvije prekrižene puške, dvije prekrižene sablje, dugorepi kvecal - nacionalna ptica Gvatemale i natpis "Libertad 15 de Septiembre de 1821" ("Sloboda 15. rujna 1821." - datum oslobođenja Centralne Amerike od španjolske vlasti).